# 아일랜드 센터역
아일랜드 센터 역(일본어: アイランドセンター駅, アイランドセンターえき)은 일본 효고현 고베시 히가시나다구에 있는 고베 신교통 롯코 아일랜드 선의 역이다. 역 번호는 R05이다.

## 역 구조
섬식 승강장 1면 2선의 고가역이다. 정기권 매장이 있다.

### 승강장
| 1 | ■ 롯코 라이너 | 마린 파크 방면 |
| 2 | ■ 롯코 라이너 | 스미요시 방면  |

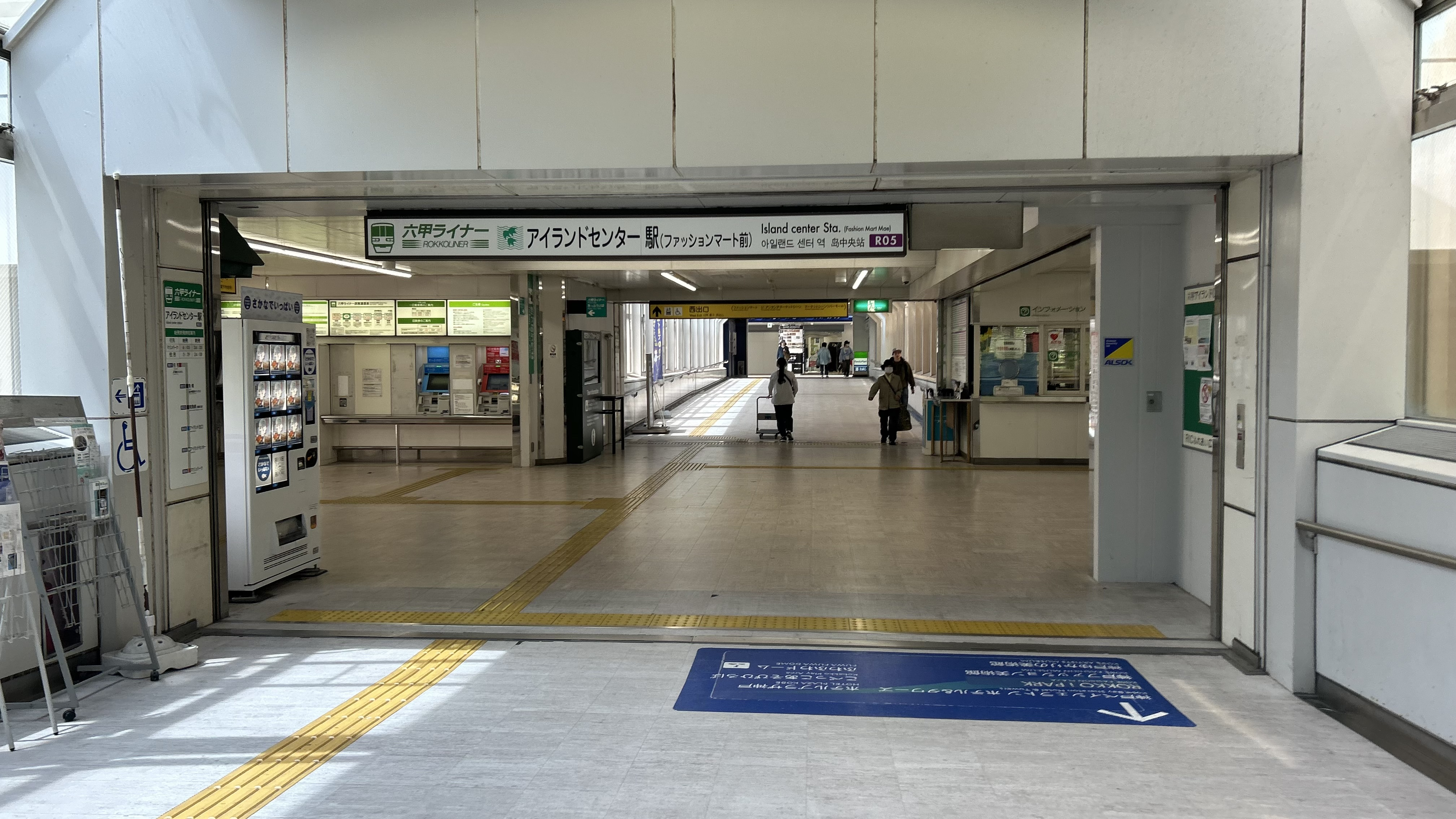
동구
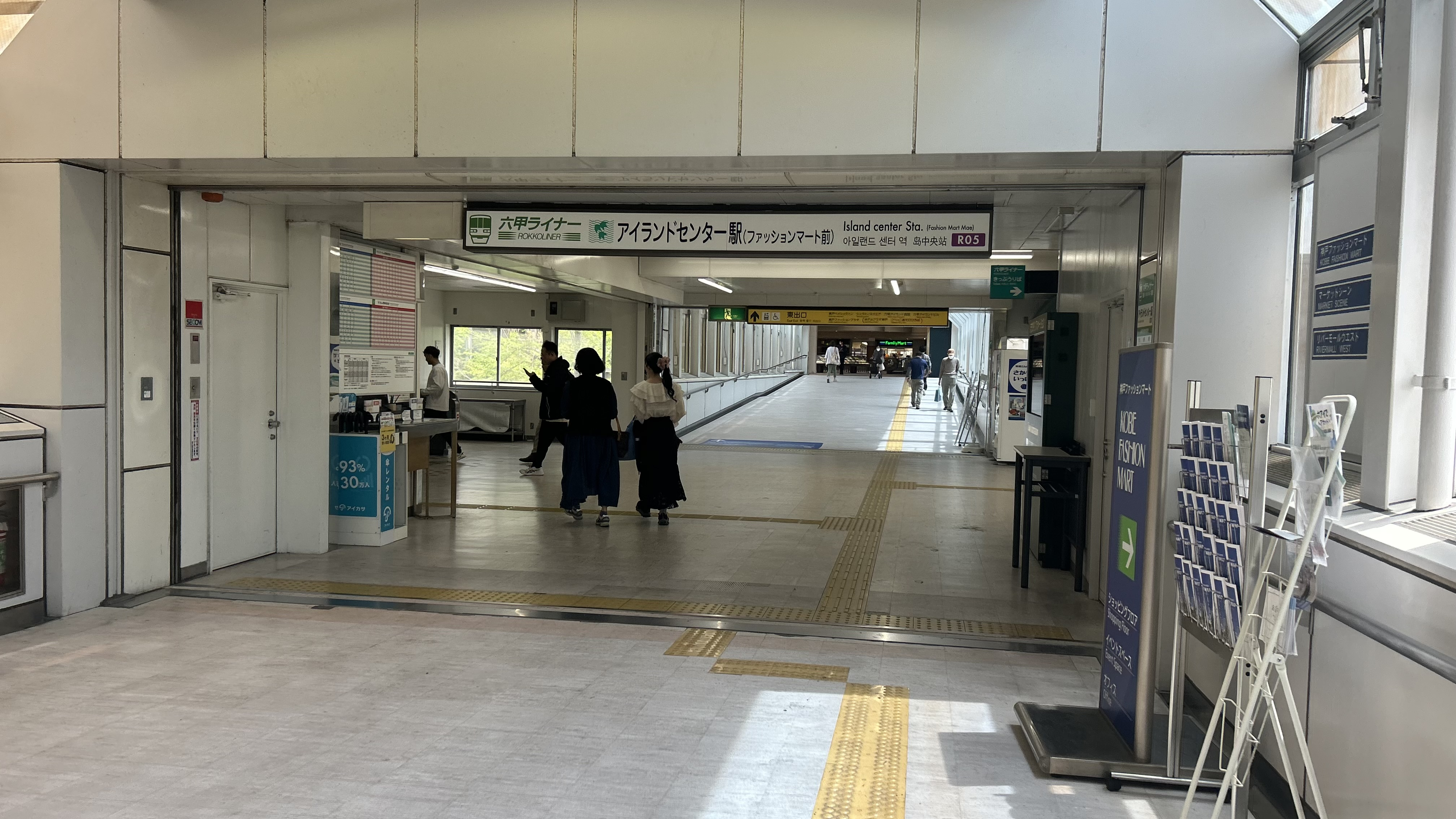
서구
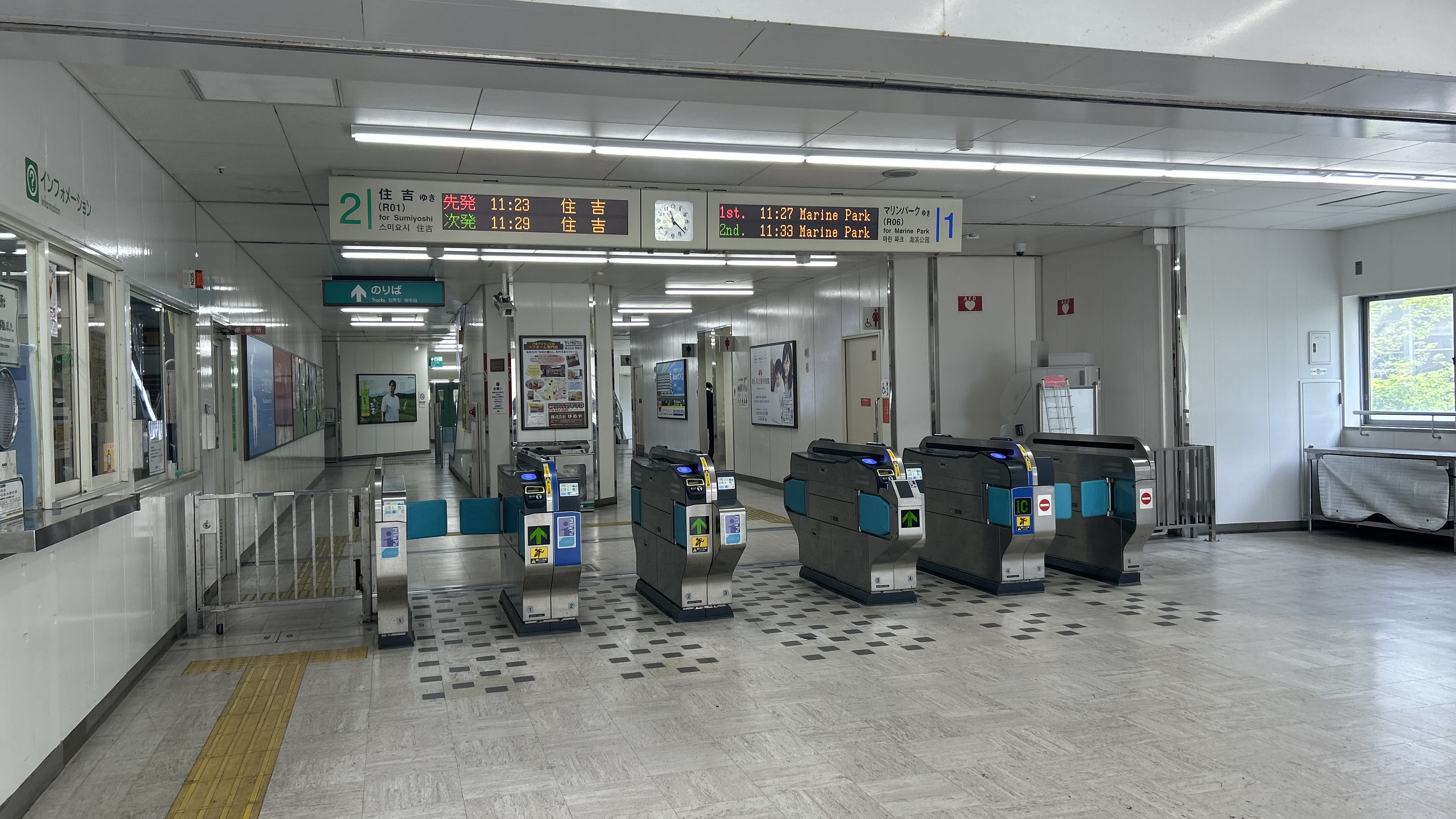
개찰구
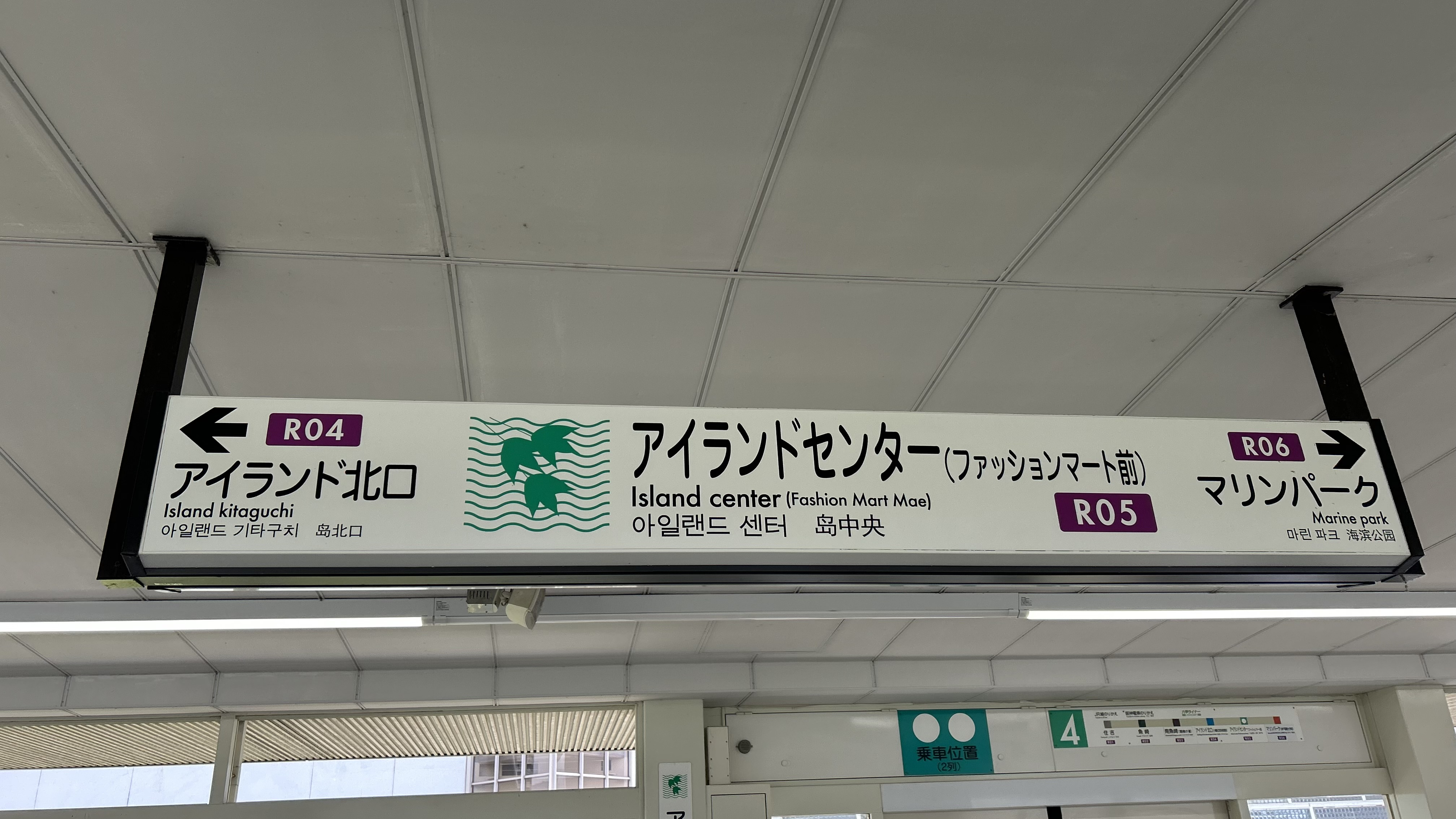
역명 표

## 역 주변
- 고베 베이 쉐라톤 호텔 & 타워즈
  - 쉐라톤 스퀘어
- 리버 몰
- 고베 패션 미술관
- 고베 유카리노 미술관
- 고베 패션 플라자
- 고베 패션 마트
  - 미쓰이스미토모 은행 롯코 아일랜드 지점
- RIC센트럴 타워
  - 다이에
  - 디 안단테 마켓
  - 롯코 아일랜드 내 우체국
  - 미나토 은행 롯코 아일랜드 지점 - 2010년 4월 5일에 스미요시 지점 출장소에서 승격.
- P&G 본사(일본 법인)
- 고요히가시 공원
- 고요니시 공원
- 고베 시립 고요 초등학교
- 고베 시립 롯코 아일랜드 초등학교
- 고베 시립 고요 중학교
- 훼미리마트
- 롯코 아일랜드 시티힐 내 아파트 단지

## 역사
- 1990년 2월 21일: 개업.
- 1995년
  - 1월 17일: 한신・아와지 대지진 피해를 입고 전 구간 운휴.
  - 5월 12일: 아일랜드 기타구치 역 ~ 마린 파크 역 구간이 복구되어 영업 재개.
  - 8월 23일: 전 구간이 복구됨.
- 2011년 7월 1일: 명명권 스폰서 계약에 의한 "패션 마트 앞"의 부역명이 부기되고 계약 기간은 3년간이었음[1].

## 인접역
| 고베 신교통 ■ 롯코 아일랜드 선 (롯코 라이너) | 고베 신교통 ■ 롯코 아일랜드 선 (롯코 라이너) | 고베 신교통 ■ 롯코 아일랜드 선 (롯코 라이너) |
| -------------------------------------------- | -------------------------------------------- | -------------------------------------------- |
| R04 아일랜드 기타구치 스미요시 방면          |                                              | 마린 파크 R06 마린 파크 방면                 |